# Jezioro Koszyk
Jezioro Koszyk (dawniej Jezioro Skrzynka) – jezioro w Polsce, w województwie wielkopolskim, w powiecie gnieźnieńskim, w Gnieźnie, na Pojezierzu Gnieźnieńskim.

## Położenie
Jezioro położone jest w północno-wschodniej części miasta, w dolinie polodowcowej, w dzielnicy Róża, za jeziorem Winiary, u dołu biegnącej w kierunku Torunia drogi krajowej nr 15. Z jednej strony zbiornik otoczony jest podmokłym terenem porośniętym trzcinami, z drugiej prywatnymi posesjami, na których znajdują się gospodarstwa i pola uprawne. Dojście do jeziora Koszyk jest zatem utrudnione, a jednym z niewielu sposobów dostania się nad nie jest porośnięte drzewami i krzewami zejście od strony ul. Zgodnej. Akwen posiada połączenie z innymi zbiornikami poprzez niewielkie strumienie, przepływające m.in. pod ul. Zamiejską i Wełnicką. Zwierciadło wody położone jest na wysokości około 103 m n.p.m. Jego powierzchnia wynosi 1,83 ha lub 2,0 ha, a długość linii brzegowej to 0,48 km. Jezioro podlega pod obwód rybacki jeziora Róża na cieku bez nazwy w zlewni rzeki Wełna - nr 1.  